# Addison-Wesley

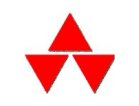
Logo von Addison-Wesley

Addison-Wesley ist ein ursprünglich US-amerikanischer Verlag für Schul- und Lehrbücher und seit 1988 ein Verlagsimprint der britischen Mediengruppe Pearson (Pearson Education).

## Geschichte
Melbourne Wesley Cummings und Lew Addison Cummings gründeten den amerikanischen Verlag 1942. Die erste Veröffentlichung war Mechanics vom MIT-Professor Francis Weston Sears. Das erste Buch mit Bezug zu IT-Themen war Programs for an Electronic Digital Computer der Autoren Maurice V. Wilkes, David J. Wheeler und Stanley Gill im Jahre 1951.
1977 übernahmen sie den Verlag W. A. Benjamin und vereinigten ihn mit ihrem 1968 gegründeten Imprint Cummings zu Benjamin-Cummings.
1988 wurde Addison-Wesley von Pearson für 283 Mio. USD gekauft und 1994 mit dem Imprint Longman zu Addison-Wesley Longman vereinigt. Nach Übernahme der Lehrbuchsparte von Simon & Schuster 1998 vereinigte Pearson diesen Bereich zu Pearson Education. 2004 zog die Addison-Wesley Longman von Reading, Massachusetts nach Boston.

## Addison-Wesley Deutschland
Der Fachverlag Addison-Wesley Deutschland wurde 1984 in Bonn gegründet. Der Fokus bestand auf Publikationen zu IT-Themen und gehörte neben Pearson Studium seit 1999 zur Verlagsgruppe Pearson Education Deutschland GmbH – einer Tochter der internationalen Mediengruppe Pearson.
Anfang 2013 kündigte Pearson an, dass sich der Verlag aus den Segmenten IT und Fotografie zurückziehen und die Marken Addison-Wesley und Markt+Technik Ende 2013 einstellen werde. Die Namensrechte für Markt+Technik wurden im Mai 2014 an die Braun Handels GmbH verkauft und der Verlag neu gegründet, die Rechte an Addison-Wesley blieben dabei unberührt und liegen brach.